# Funicularul din Budapesta

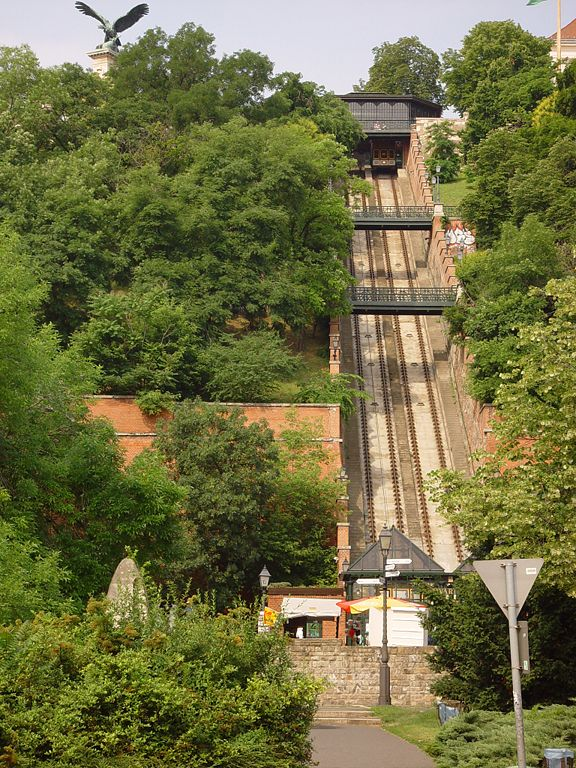
Linia de funicular, cu cele două pasarele care o traversează

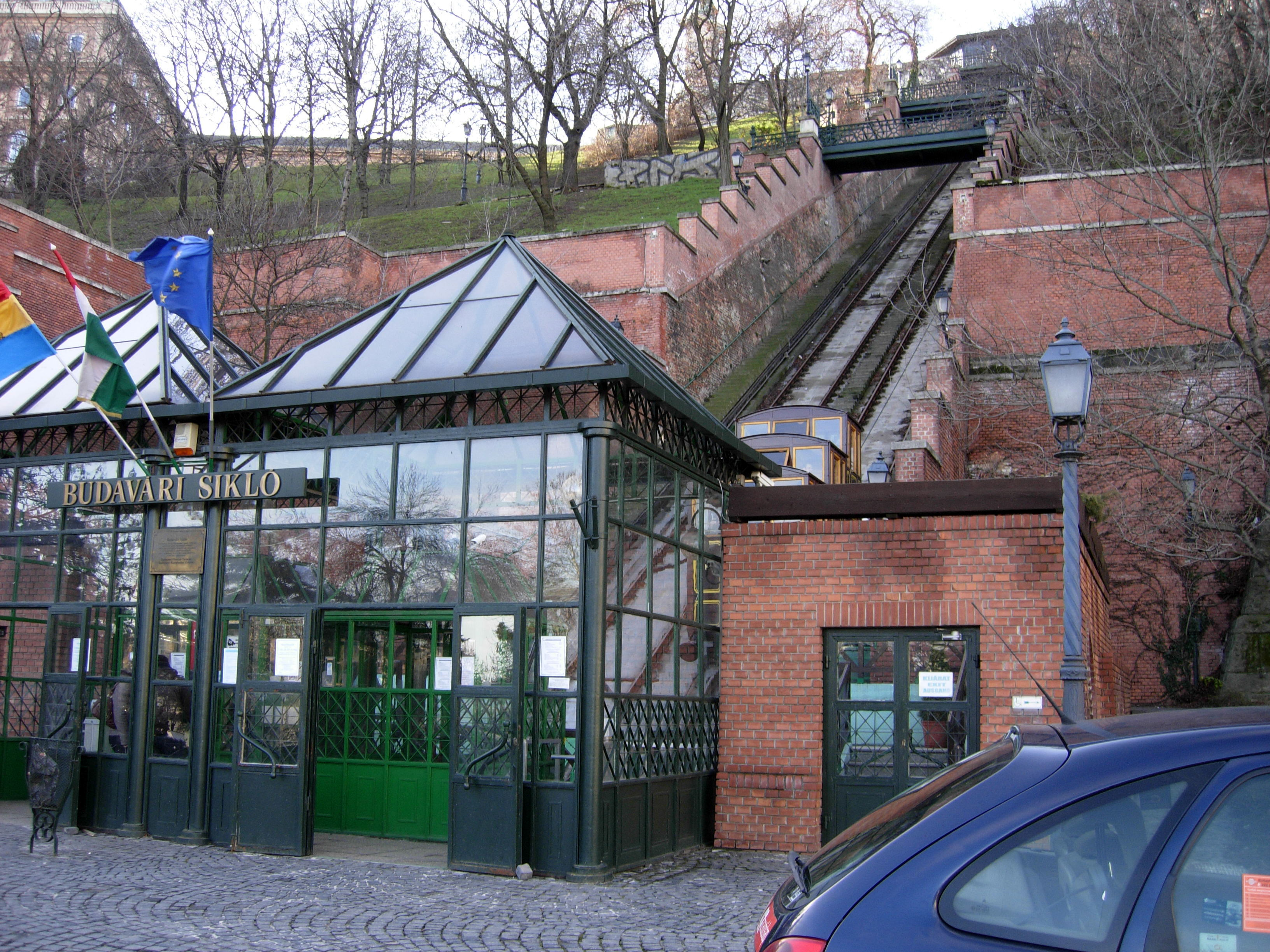
Linia de funicular văzută de la bază

Funicularul din Budapesta (în maghiară Budavári Sikló) este o cale ferată pentru funicular din orașul Budapesta, capitala Ungariei. El face legătura între Piața Adam Clark și Podul cu Lanțuri „Széchenyi” de la nivelul Dunării cu Castelul Buda aflat pe un deal.
Linia a fost deschisă pe 2 martie 1870 și s-a aflat în proprietatea primăriei începând din 1920. A fost distrusă în timpul celui de-al Doilea Război Mondial și redeschisă pe 4 iunie 1986. Un element caracteristic al sistemului funicular budapestan este prezența a două poduri pietonale care se află deasupra căii ferate. Ele existau la momentul deschiderii liniei și au fost îndepărtate în 1900, când grădina castelului a fost extinsă, fiind reconstruite după aspectul original în 1983.

## Istoric
Construcția liniei a început în iulie 1868, iar primul test de funcționare a fost efectuat pe 23 octombrie 1869. Transportul pe acest traseu a fost deschis publicului începând din 2 martie 1870. La momentul construirii sale, funicularul budapestan era al doilea sistem de transport de acest fel din Europa, după funicularul din Lyon.
În timpul celui de-al Doilea Război Mondial terminalele și cabinele au fost distruse de bombe.
Resturile funicularului au fost apoi dezmembrate. Ulterior s-a luat în considerare înlocuirea funicularului cu un sistem de scări rulante. În 1965 s-a decis reconstrucția funicularului și au fost elaborate mai multe planuri, însă lucrările de construcție au fost amânate de mai multe ori. Un serviciu midibus între cele două terminale (linia „V”) a fost lansat în 1975 și s-a aflat în funcțiune până când funicularul a fost redeschis în 1986.

## Parametri tehnici
Linia are următorii parametri tehnici:
- Lungime: 95 metri
- Înălțime: 51 metri
- Înclinație: 31,75°
- Cabine: 2
- Capacitate: 24 de pasageri într-o cabină
- Configurație: o linie dublă
- Viteza maximă: 1,5 metri pe secundă
- Ecartament: 1.435 mm
- Tracțiune: electricitate
- Durata călătoriei: 1 minut și 30 de secunde

## Exploatarea sistemului
Transportul cu funicularul este exploatat de BKV (Compania de transport public în comun din Budapesta) și funcționează zilnic între orele 07.30 și 22.00. El face obiectul unor tarife speciale.

## Legături externe
- Zoltán Fónagy: Furnicular of Buda in the online database The Castle of Buda